# Danum Platform
Danum Platform är en platå i Antarktis. Den ligger i Östantarktis. Australien gör anspråk på området.